# Sergej Bessonov
Sergej Alexejevitj Bessonov (ryska: Серге́й Алексе́евич Бессо́нов), född 6 augusti 1892 i Kirzjatj, Guvernementet Vladimir, död 11 september 1941 i Orjol, var en sovjetisk bolsjevikisk politiker och diplomat. 
Efter att ha gjort militär karriär anslöt sig Bessonov år 1920 till Sovjetunionens kommunistiska parti. År 1925 utnämndes han till rektor för Urals statliga universitet. Bessonov föreläste bland annat om den ekonomiska vetenskapens roll under socialismen och hur man ska bygga socialism i Sovjetunionen; därtill förde han diskussioner med Trotskij och Bucharin. I början av 1930-talet fick Bessonov flera diplomatiska uppdrag; år 1933 blev han rådgivare vid Sovjetunionens ambassad i Tyskland.
I samband med den stora terrorn greps Bessonov år 1937 och åtalades vid den tredje och sista Moskvarättegången vid vilken han erkände sig skyldig till att ha haft kontakt med Trotskij samt nazisterna. Han dömdes till 15 års fängelse och internerades i fängelset i Orjol. Efter det att Operation Barbarossa hade inletts avrättades Bessonov genom arkebusering i september 1941. Tillsammans med bland andra Olga Kameneva, Christian Rakovskij, Maria Spiridonova och Dmitrij Pletnev sköts han i det som kommit att benämnas massakern i Medvedevskogen.